# Ischnoptera anisopygia
Ischnoptera anisopygia är en kackerlacksart som beskrevs av Robert Walter Campbell Shelford 1913. Ischnoptera anisopygia ingår i släktet Ischnoptera och familjen småkackerlackor.
Artens utbredningsområde är Peru. Inga underarter finns listade i Catalogue of Life.